# رزدنبل
رَزدُنبَل روستایی در دهستان قائن بخش مرکزی شهرستان قائنات استان خراسان جنوبی ایران است.

## جمعیت
بر پایه سرشماری عمومی نفوس و مسکن در سال ۱۳۹۵ جمعیت این روستا ۴۶۲ نفر (در ۱۴۶ خانوار) بوده است.